# Vlag van Eersel

Vlag van Eersel

De vlag van Eersel werd op 28 juni 1988 door de gemeenteraad aangenomen als de gemeentelijke vlag van de Noord-Brabantse gemeente Eersel. De huidige gemeente Eersel is ontstaan op 1 januari 1997, maar gebruikt de naam, het wapen en de vlag van de oude gemeente Eersel. De gemeenteraad van de fusiegemeente besloot op 25 maart 1997 de vlag van de voormalige gemeente met die naam te blijven gebruiken. De vlag is gebaseerd op het bijschild in het wapen van Eersel. De vlag kwamen er op voorstel van Jan Melssen, verbonden aan het streekarchief Zuid-Oost-Brabant.

## Beschrijving
De beschrijving van de vlag luidt als volgt:
Een brede zwarte baan met drie drielingsbalken in geel, en een uitkomende leeuw in rood op een witte baan.
Een uitgebreidere beschrijving is:
Twintig banen in de hoogteverhouding van: 30:7:2, 8:2, 8:2, 8:2, 8:2, 8:7:2, 8:2, 8:2, 8:2, 8:2, 8:7:2, 8:2, 8:2, 8:2, 8:2, 8:7 (samen 100), wit-zwart-geel-zwart-geel-zwart-geel-zwart-geel-zwart-geel-zwart-geel-zwart-geel-zwart-geel-zwart-geel-zwart-geel-zwart-geel-zwart-geel-zwart-geel-zwart-geel-zwart-geel-zwart, op de broekinghelft van het wit een uitkomende rode leeuw met staart.
De vlag bestaat uit een breed zwart vlak met daarop drie keer drie dunne gele banen. Geheel bovenaan een witte baan met daarin een uit de zwarte baan komende rode leeuw. Van de leeuw zijn alleen het bovenlijf en de staart zichtbaar. De rode leeuw staat niet in het midden, maar meer aan de broekingzijde. De vlag is ontworpen door A. Holla.
Het zwarte vlak met drie gele banen zijn verwant aan de heraldiek van het historische Kempenland.

## Verwante afbeelding

Het wapen van Eersel (1988)

Alphen-Chaam · Altena · Asten · Baarle-Nassau · Bergeijk · Bergen op Zoom · Bernheze · Best · Bladel · Boekel · Boxtel · Breda · Cranendonck · Deurne · Dongen · Drimmelen · Eersel · Eindhoven · Etten-Leur · Geertruidenberg · Geldrop-Mierlo · Gemert-Bakel · Gilze en Rijen · Goirle · Halderberge · Heeze-Leende · Helmond · 's-Hertogenbosch · Heusden · Hilvarenbeek · Laarbeek · Land van Cuijk · Loon op Zand · Maashorst · Meierijstad · Moerdijk · Nuenen, Gerwen en Nederwetten · Oirschot · Oisterwijk · Oosterhout · Oss · Reusel-De Mierden · Roosendaal · Rucphen · Sint-Michielsgestel · Someren · Son en Breugel · Steenbergen · Tilburg · Valkenswaard · Veldhoven · Vught · Waalre · Waalwijk · Woensdrecht · Zundert